# Wall Island (Neuseeland)
Wall Island ist eine Insel an der Westküste der Südinsel von Neuseeland.

## Geographie
Wall Island befindet sich am nördlichen Ende der kleinen Tauranga Bay, rund 2,5 km südsüdwestlich von Cape Foulwind. In einem Abstand vom Festland von rund 165 m erhebt sich die Felseninsel etwas über 20 m aus dem Meer. Mit einer Fläche von knapp 0,9 Hektar erstreckt sich die aus drei Felsteilen bestehende Insel über eine Länge von rund 170 m in Südwest-Nordost-Richtung und eine maximale Breite von rund 85 m in Nordwest-Südost-Richtung.

## Aussichtspunkt
Auf einem etwas vorstehenden Felsen an der Küste wurde für die Touristen ein Aussichtspunkt mit zahlreichen Informationstafeln angelegt, der von einem Parkplatz innerhalb von 15 Minuten (500 m) zu erreichen ist. Die Infotafeln klären die Besucher über die Tier und Pflanzenwelt des Küstenabschnitts auf und der Aussichtspunkt gestattet Blicke auf die Seehund- sowie Seevögel-Kolonien direkt unterhalb des Besucherfelsen und auf die der etwas entfernt liegende Insel Wall Island. Von dem Aussichtspunkt aus führt auch ein ca. 2,9 km langer Wanderweg entlang der Küste bis Cape Foulwind Lighthouse. Der gesamte Wanderweg hat eine Länge von 3,4 km.

## Flora und Fauna
Der südwestliche größere Teil von Wall Island ist mit Büschen und Bäumen bewachsen. Der nordöstlich Teil der Insel besteht mehr aus Felsen, auf denen folgenden Seevögel beheimatet sind: der Dunkle Sturmtaucher, der in Neuseeland Sooty Shearwater und unter den Māori Titi genannt wird, die Taraseeschwalbe, die in Neuseeland White-fronted Tern und unter den Māori Tara genannt wird, die Dominikanermöwe, in Neuseeland Black-backed Gull und unter den Māori Karora genannt und die Rotschnabelmöwe, in Neuseeland Red-billed Gull und in der Sprache der Māori Tarāpunga genannt. Die am meisten vorkommenden Seevögel auf der Insel sind jedoch die Feensturmvögel, in Neuseeland Fairy Prion genannt, die sich im Küstenstreifen ihre Höhlen angelegt haben. Unten am Sockel der Insel sind auch Zwergpinguine (Blue Penguins) anzutreffen.